# Tillandsia rotundata
Tillandsia rotundata är en gräsväxtart som först beskrevs av Lyman Bradford Smith, och fick sitt nu gällande namn av C.S.Gardner. Tillandsia rotundata ingår i släktet Tillandsia och familjen Bromeliaceae. Inga underarter finns listade i Catalogue of Life.